# Враг народа (Чёрное зеркало)
«Враг народа» (англ. Hated in the Nation) — шестой и последний эпизод третьего сезона сериала «Чёрное зеркало». Главные роли исполнили Келли Макдональд, Фэй Марсей и Бенедикт Вонг. Сценарий эпизода написал создатель сериала Чарли Брукер. Премьера состоялась на канале Netflix 21 октября 2016 года.

## Сюжет
Старшего детектива-инспектора Карин Парк (Келли Макдональд) допрашивают по делу, которое она расследовала. 15 мая прошлого года журналистка Джо Пауэрс (Элизабет Беррингтон) найдена мёртвой с перерезанным горлом. Незадолго до этого Пауэрс получила много угроз в интернете из-за публикации критической статьи относительно самоубийства активиста с инвалидностью. Карин расследует смерть Пауэрс и получает новую напарницу, Блю (Фэй Марсей), которую перевели из отдела кибер-судмедэкспертизы. Сначала Парк считает, что Пауэрс убил муж, но впоследствии отвергает эту мысль.
Парк выясняет, что Пауэрс была выбрана целью через хештег #СмертьТебе, который адресуется людям, попавшим под общественное осуждение. Вскрытие Пауэрс показывает, что в её мозг попал Автономный Дрон-Насекомое (АДН), разработанный, чтобы заменить вымерших к тому времени пчёл. АДН были разработаны компанией Granular, и её работник Расмус (Йонас Карлссон) обнаруживает, что их взломали. Вместе с агентом Национального уголовного агентства Шоном Ли (Бенедикт Вонг) он присоединяется к расследованию. На следующий день погибает рэпер (Чарльз Бабалола), который также стал мишенью в интернете. В его мозгу также находят АДН. Парк и Блю устанавливают связь между смертями и сайтом, который агитирует сыграть в «игру последствий» в «Твиттере»: пользователи могут выбрать человека для убийства, публикуя твиты с хештегом #СмертьТебе. Парк и её команда пытаются спасти следующую жертву (Холли Демпси), но им это не удаётся. Блю догадывается, что АДН находят жертву, используя программу распознавания лиц, а это возможно, только если Granular имеет доступ к правительственным записям. Ли признаёт, что правительство использует АДН для наблюдения за людьми.
Использование смертельного хештега быстро растёт после того, как участники «игры» узнают, что она на самом деле убивает людей. Ситуация становится критичной, когда следующей жертвой должен стать действующий канцлер казначейства (Бен Майлз). Парк разговаривает с сотрудницей Granular, которая пыталась наложить на себя руки из-за онлайн-угрозы, но её сосед Гарретт Скоулз (Дункан Пау), который также работал на Granular, спас её. Подозрения Парк подтверждаются, когда внутри АДН, что была в мозгу Джо Пауэрс, находят манифест, написанный Гарреттом: он хотел заставить людей ответить за их жестокость. Гарретт покинул страну за шесть месяцев до этого, но манифест включает селфи, снятое на его телефон, поэтому Блю удаётся выяснить его расположение.
В тайнике Гаррета удаётся найти его жёсткий диск, который содержит программу для отправки АДН. После подключения к системе АДН она загружает список всех, кто когда-либо использовал хештег #СмертьТебе. Список включает имена и фотографии. Парк быстро догадывается, что Гарретт использовал известных людей как приманку. На самом деле его планом было использовать АДН, чтобы убить всех людей из этого списка. Блю и Расмус пытаются отключить систему, но Парк решает, что Гарретт завёл их в ловушку и «деактивация» может на самом деле оказаться командой к убийству. Несмотря на инструкции Парк, агент Ли выключает систему, и теория Парк подтверждается: АДН направлены убить 387 036 людей из списка.
В нынешнем времени Парк в суде объясняет, что Блю исчезла и, вероятно, совершила самоубийство. К тому же Парк сама стала человеком, которого хотя и поблагодарил трибунал, но ненавидит общественность. Она получает сообщение от Блю, которая на самом деле жива и тайно продолжает работу с Парк, чтобы выследить Гарретта. Блю нашла его за границей и пишет Парк, что он наконец-то «попался». Парк удаляет сообщение и становится ясно, что она в курсе деятельности Блю. Гарретт и Блю по очереди скрываются за поворотом ограждающего дорогу забора.

## Производство
По словам Чарли Брукера, вдохновением для эпизода послужили триллеры в жанре «скандинавский нуар», такие как «Правительство» и «Убийство». Также эпизод обязан появлением книге Джона Ронсона «Итак, вас унизили публично». При продолжительности в 89 минут это самый длинный эпизод «Чёрного зеркала». В октябре 2016 Брукер заявил, что в эпизоде есть персонажи, которые могут снова появиться в будущем. Сам Чарли Брукер подвергся публичному порицанию в 2004 году, когда написал в The Guardian критическую статью про Джорджа Буша «Ли Харви Освальд, Джон Хинкли — где же вы, когда вы так нужны?».

## Критика
- Адам Читвуд с сайта Collider заметил, что эпизод вышел «наиболее тематически соответствующим из всех новых эпизодов»

и что он «раскрывает социальные медиа с их самой страшной стороны — полного отсутствия ответственности».
- Сучандрика Чакрабарти из Daily Mirror оценила эпизод на 5/5, описав его как «удивительный, он заставляет себя смотреть»[7].